# Alopecosa dryada
Alopecosa dryada là một loài nhện trong họ Lycosidae.
Loài này thuộc chi Alopecosa. Alopecosa dryada được Cordes miêu tả năm 1996.